# Мезенцев Володимир Андрійович
Мезенцев Володимир Андрійович (1913 — 1987) — радянський письменник, заслужений діяч культури, кандидат філософських наук, популяризатор атеїзму. Народився на Уралі. Працював головним редактором журналів «Знание — сила», «Наука и религия», «РТ-программы». Автор багатьох книг (понад 40), в тому числі таких, «Можно ли предвидеть будущее?», «Загадки неба и земли», «В лабиринтах живой природы», «Когда появляются призраки», «Энциклопедия чудес». В передмові до останньої книги описаний так(рос.) :

За 35 лет литературной деятельности по пропоганде естественнонаучних знаний среди самых широких мас …

Остання книга має чітко визначений антирелегійний напрямок.